# K’gari
K’gari (bis 2023 Fraser Island, auch Great Sandy Island genannt) ist eine zum Verwaltungsgebiet Fraser Coast Region im australischen Bundesstaat Queensland gehörende Insel. Mit einer Fläche von 1840 Quadratkilometer ist sie die größte Sandinsel der Welt. Sie liegt etwa 190 Kilometer nördlich von Brisbane vor der Ostküste Australiens.
In der Sprache der Aborigines bedeutet K’gari „Paradies“ – diesen Namen erhielt die Insel im Jahr 2023 offiziell zurück. Sie gehört seit 1992 zum UNESCO-Weltnaturerbe.

## Geographie
K’gari ist 124 Kilometer lang, durchschnittlich 15 Kilometer breit und umfasst 1840 Quadratkilometer (im Vergleich: Rügen ist etwa halb so groß). Im Südwesten liegt die 70 Kilometer lange Great Sandy Strait, eine Meeresenge, und im Nordwesten die Hervey-Bucht. Im Osten grenzt K’gari an den Südpazifik. Die höchste Düne der Insel ist der etwa 240 Meter hohe Mount Bowarrady. Die touristisch erschlossene Insel ist Teil des Naturschutzgebiets Great-Sandy-Nationalpark.

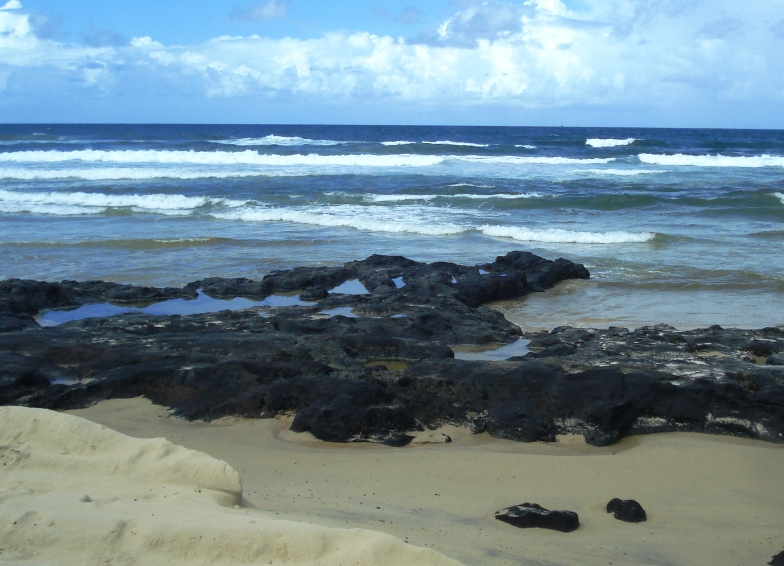
„Coffee Rock“-Gestein am Strand der Insel

Auf K’gari gibt es fast 200 Süßwasserseen (z. B. Lake McKenzie, Lake Boomanjin) verschiedenen Typs, die ein extrem sauberes und klares Wasser aufweisen. Bei Teilen der Seen handelt es sich um solche in einer Schicht aus schwebendem Grundwasser: Wasser, das über einer wasserundurchlässigen Schicht aus Coffee Rock (einem komprimierten Material aus Sand und organischen Bestandteilen) liegt. Die anderen Seen auf K’gari entstanden entweder, wenn Sanddünen Wasserwege blockierten oder wenn eine Senke darunterliegendes Grundwasser freigab. Der Lake Wabby wird in den nächsten Jahrtausenden von einer Sanddüne verschüttet werden.

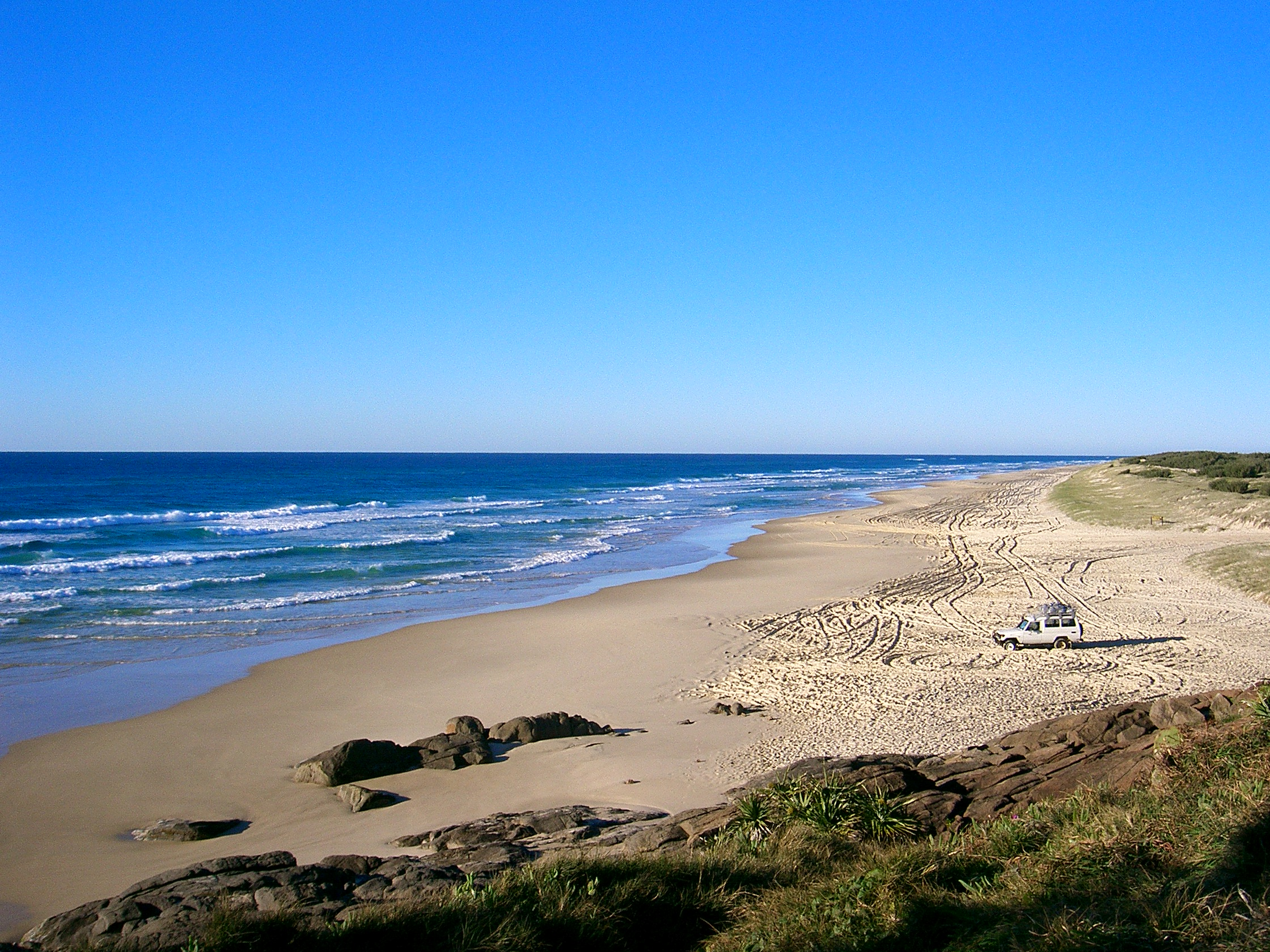
Strand an der Ostküste

An der Ostküste der Insel liegt der 75 Mile Beach. Er gilt als offizieller Highway, ist durch Fahrzeuge mit Allradantrieb befahrbar und dient zugleich als Flughafen für Kleinflugzeuge.
Nach der Volkszählung von 2011 lebten auf K’gari nur noch vier Aborigines bei einer Gesamtbevölkerung von 182 Personen.

## Geologie

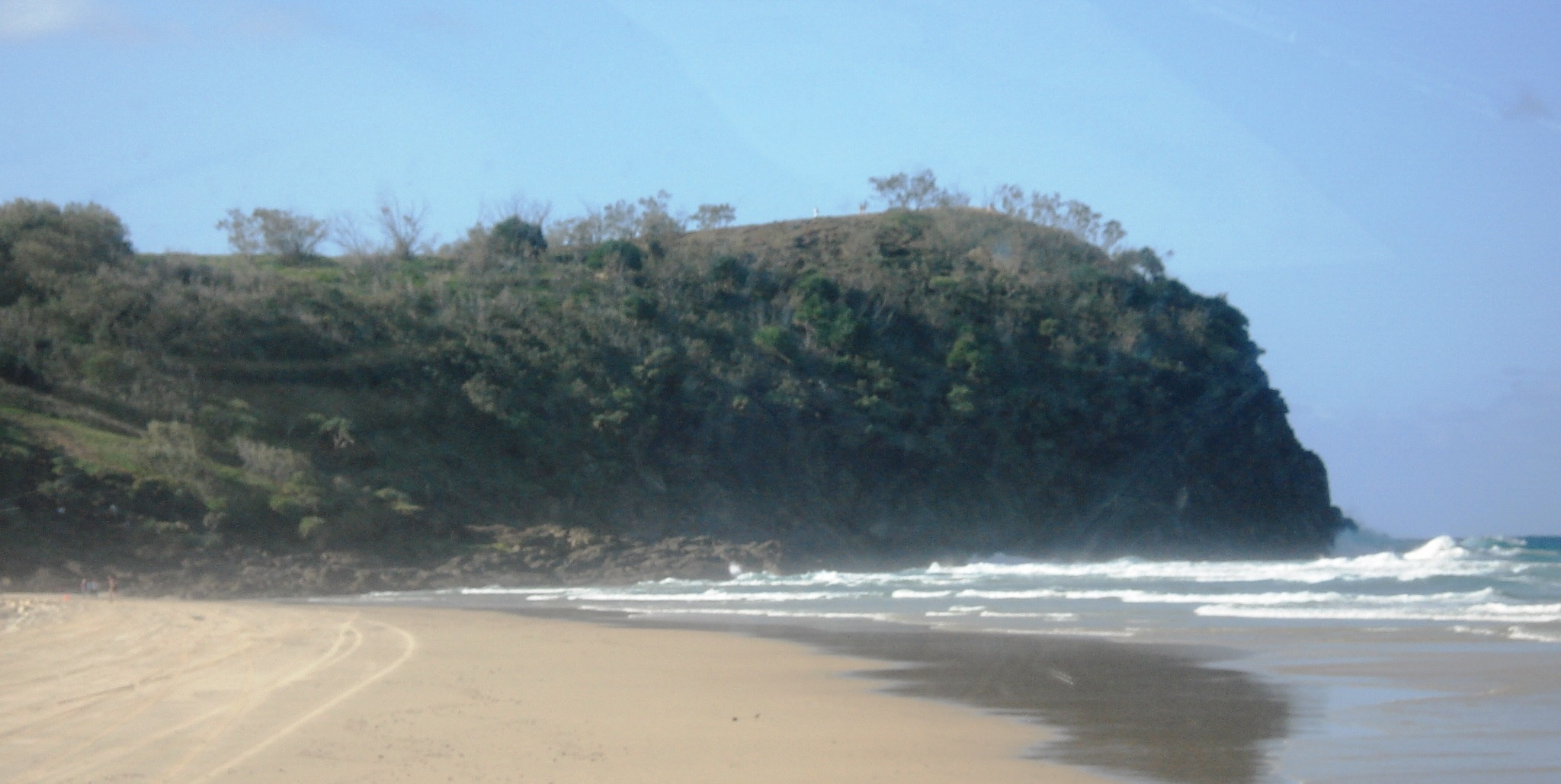
Die Gesteinsformation Indian Head (aus Süden)

Bis auf einige Gesteinsformen vulkanischer Herkunft, zum Beispiel Rhyolithgestein in Indian Head im Nordosten der Insel, besteht K’gari aus Sand. Dieser Sand ist ein Erosionsprodukt der Great Dividing Range, des Gebirges, das sich längs der gesamten australischen Ostküste zieht. Er wurde durch die Flusssysteme des nördlichen New South Wales zum Meer und von dort durch die vorherrschenden Südost-Passatwinde und Meeresströmungen entlang der Küste Richtung Norden transportiert.
Bis vor 10.000 Jahren war K’gari ein Teil des Festlands. Das Ende des australischen Kontinentalschelfs verlief etwa 25 Kilometer vor der heutigen Ostküste der Insel. Die Hervey Bay westlich der heutigen Insel war trockenes Land; bei der Mulde an der heutigen Insel Big Woody Island wurde der Mary River nach Südosten abgelenkt und entwässerte in die heutige Great Sandy Strait, einen Meeresarm. Der Mary River und seine Nebenflüsse gruben tiefe Täler in die damalige Landschaft. Nach der letzten Eiszeit stieg der Meeresspiegel um bis zu 120 Meter an. In diesem sich langsam vollziehenden Prozess waren die Aborigines gezwungen, den Veränderung ihres Lebensraums zu folgen. Der Mary River mit seinen Nebenflüssen bildete weite flache, sandige Mündungsgebiete, die von Salzwasser geflutet wurden.
Winde trieben aber auch den abgelagerten Sand voran, der an einigen herausragenden Felsnasen und Erhebungen hängen blieb. Der Sand baute sich zu Dünen auf und wurde vorerst von Sandpflanzenbesiedlungen stabilisiert. Im Laufe der Jahrtausende erhöhten und überformten dann immer neue Dünen das Land. Dieser Landbildungsprozess hält bis heute an.

## Gliederung
Zusammen mit einigen Nebeninseln vor der Südwestküste wie Slain, Tooth, Roundbush, Moonboom, Gardner, Dream, Stewart Island, und die Reef Islands, die zur südlichen Parish Talboor gehören, bildet K’gari das County of Fraser, einer von 322 Katastralbezirken von Queensland. County of Fraser gliedert sich in sechs Parishes:
| \| Parish \| Bemerkungen \| Koordinaten \| \| --------- \| ----------------------------- \| --------------------------- \| \| Carree \| \| 24° 48′ 0″ S, 153° 13′ 0″ O \| \| Wathumba \| mit Orchid Beach \| 25° 0′ 0″ S, 153° 19′ 0″ O \| \| Bowarrady \| \| 25° 7′ 0″ S, 153° 15′ 0″ O \| \| Moonbi \| mit Happy Valley \| 25° 15′ 0″ S, 153° 8′ 0″ O \| \| Poyungan \| mit Eurong und Kingfisher Bay \| 25° 27′ 0″ S, 153° 5′ 0″ O \| \| Talboor \| \| 25° 40′ 0″ S, 153° 2′ 0″ O \| |                               |                             |
| Parish | Bemerkungen                   | Koordinaten                 |
| Carree |                               | 24° 48′ 0″ S, 153° 13′ 0″ O |
| Wathumba | mit Orchid Beach              | 25° 0′ 0″ S, 153° 19′ 0″ O  |
| Bowarrady |                               | 25° 7′ 0″ S, 153° 15′ 0″ O  |
| Moonbi | mit Happy Valley              | 25° 15′ 0″ S, 153° 8′ 0″ O  |
| Poyungan | mit Eurong und Kingfisher Bay | 25° 27′ 0″ S, 153° 5′ 0″ O  |
| Talboor |                               | 25° 40′ 0″ S, 153° 2′ 0″ O  |

## Geschichte

### Aborigines der Butchulla
Wie archäologische Funde ergeben haben, wird K’gari seit mindestens 5500 Jahren von den Butchulla, einem Stamm der Aborigines, bewohnt. Es wird für möglich gehalten, dass die Insel bereits vor 40.000 Jahren besiedelt wurde. In frühen europäischen Reiseberichten wird eine sehr dichte Bevölkerung von 2000 bis 3000 Bewohnern geschildert. Nach Ansicht der Wissenschaftler ist aber von einer permanenten Bevölkerung von lediglich 400–600 Ureinwohnern auszugehen, die jedoch saisonal sehr stark schwankte. Ausschlaggebend hierfür dürfte das reichhaltige Angebot an Meeresfrüchten während der Wintermonate gewesen sein: Muscheln, Schildkröten, Fisch, Dugong und Vögel gehörten ebenso zum Nahrungsangebot wie Beeren, Honig, Bungwall-Farn-Wurzeln und der Nektar der Banksien (Banksia).
1897 errichtete Protector of Aborigines Archibald Meston eine Aborigines-Missionsstation in der alten Quarantänestation bei White Cliffs an der Westküste, in der 61 Aborigines von der Insel und vom Festland untergebracht wurden. Ihre Zahl stieg bis 1901 auf 147 an, daraufhin wurde die Missionsstation in ein Gebiet etwa 15 Kilometer weiter nördlich verlegt. Die Verhältnisse in der von den Butchulla genannten Bogimbah-Missionsstation waren unmenschlich. Die Sterberate war hoch: Die Hälfte der dort Untergebrachten starb an Krankheiten und Unterernährung. Ferner gab es in dem Gebiet eine Stechmücken- und Sandfliegenplage. 1904 wurde die Station aufgegeben, und die Überlebenden wurden in die Missionsstation bei Yarrabah deportiert, etwa 50 Kilometer nördlich von Cairns auf dem Festland. Ende des Jahres 2014 legten Angehörige der Butchulla zwei Friedhöfe an den früheren Niederlassungen der Missionsstation mit insgesamt 70 Gräbern frei.
Am 24. Oktober 2014 hat die Butchulla Aboriginal Corporation RNTBC, die die Landrechte der Butchulla vertritt, vor Gericht einen Native Title zugesprochen bekommen.
Ihren ursprünglichen Namen erhielt die Sandinsel im Jahr 2021 zurück, nachdem bereits eine der wichtigsten Sehenswürdigkeiten Australiens, der Uluru (vormals Ayers Rock), seine ursprüngliche Benennung zurück erhalten hatte. Bevor die Insel (ab 1836) Fraser Island genannt wurde, trug sie bei Europäern, aufgrund ihrer Beschaffenheit, lange den Namen Great Sandy Island. Den Namen K’gari trug die Insel dagegen schon rund 60.000 Jahre.

### Traumzeit
In der Traumzeit der Butchulla wird in leichten Abwandlungen insbesondere die Rolle des weiblichen Wesens K’gari unterschiedlich wiedergegeben.
K’gari ist ein Geist. Der Weltschöpfer Beeral sandte zwei Boten aus, die den Auftrag hatten, die raue Erde in ein Paradies zu verwandeln. Das männliche Wesen Yindingie und das weibliche Wesen K’gari schufen ein irdisches Paradies. In einer Darstellung fiel K’gari erschöpft an einer Bucht in Schlaf, daraufhin verwandelte Yindingie ihren Körper in die lang gestreckte Insel. Während sie schlief, zog er ihr die Regenwälder als Kleider an und bemalte ihren Körper in den Farben des Regenbogens, ihren Augen verlieh er den Glanz und Glitzer der Seen auf der Insel. Den Himmel über ihr dekorierte er mit wundervollen Vögeln. Damit sie nicht allein blieb, übergab er die Insel den Butchulla.
In einer anderen Erzählung wachte K’gari nach dem Schlaf auf und bat Yindingie darum auf der Erde bleiben zu dürfen, da sie im Paradies angekommen sei. Da sie ein Geist sei, so Yindingie, müsse er sie vergegenständlichen, damit sie auf der Erde bleiben könne und schuf aus ihrem Körper Frazer Island.
Spirituelles Zentrum der Butchulla sind die Coloured-Sand-Dünen.

### Erste Kontakte mit Europäern
Auf Hood Point auf K’gari wurden Objekte aus Blei gefunden, das entsprechend einer Materialanalyse in Spanien abgebaut worden war. Es wird angenommen, dass es von der Expedition des portugiesischen Eroberers Cristóvão de Mendonça von 1521 bis 1522 stammt. Schriftlich belegt ist diese Annahme nicht, da die Unterlagen von Mendonça in Lissabon verbrannt sind.
Zwei Pfeifen aus Ton wurden in einer Muschelsammlung in der Nähe von Indian Head gefunden. Aufgrund der Form lässt sich darauf schließen, dass sie aus dem 17. Jahrhundert und von holländischen Seeleuten stammen könnten. Inwieweit es zu Kontakten mit Aborigines gekommen ist, bleibt unsicher.
James Cook sichtete K’gari von Bord der Endeavour, als er in Richtung Norden in einer Entfernung von etwa fünf Seemeilen vorbei segelte. Durch sein Fernrohr sah er mehrere Menschen auf der Landspitze Indian Head und vermerkte dies in seinem Logbuch.
Als Matthew Flinders im Jahr 1799 nachts entlang der Ostküste Australiens segelte, sah er mehrere Feuer an der Küstenlinie von K’gari. Auf seiner zweiten Schiffsreise von 1802 bis 1803 umsegelte er den gesamten Kontinent Australien. Dabei landete er mit der HMS Investigator in der Nähe von Sandy Cape. An Bord diente Flinders Bungaree, ein Aborigine aus dem Gebiet von Port Jackson, als Dolmetscher. Dies war der erste schriftlich belegte Kontakt zwischen der indigenen Bevölkerung und Europäern auf K’gari.

### Inselname
Ein Schiffsunglück im 19. Jahrhundert führte zur Umbenennung der Insel. Im Jahre 1836 brach das Schiff Stirling Castle unter Kapitän James Fraser von Sydney mit dem Ziel Singapur auf. Am Great Barrier Reef wurde der Rumpf des Schiffes am 21. Mai 1836 beschädigt und das Schiff sank. Die überlebenden Schiffbrüchigen, darunter Kapitän Fraser und seine Frau Eliza, ruderten in Richtung der Sträflingskolonie Moreton Bay. Eliza soll hochschwanger gewesen sein und auf einem Rettungsboot ihr Kind geboren haben, das kurze Zeit später starb. Ein Rettungsboot mit den Frasers landete schließlich auf der Insel, die damals noch Great Sandy Island genannt wurde. Während der mehrmonatigen Wartezeit auf Rettung von der Insel verstarben einige der Schiffbrüchigen. Eliza Fraser und weitere Seeleute überlebten dank der Hilfe der Ureinwohner. Eliza bezeugte später, dass ihr Mann durch einen Speer der Aborigines getötet worden sei.
Eliza wurde später gerettet. In Sydney und anschließend in England gab sie sich als verarmte Witwe aus, obwohl sie am 3. Februar 1837 den Kapitän Alexander John Greene geheiratet hatte. Eliza berichtete vor Publikum und in Zeitungen über die angebliche Grausamkeit, Brutalität und Wildheit der Aborigines und verdiente damit Geld. Obwohl ihre Erzählungen von vielen bezweifelt und widerlegt wurden, war die Wirkung für die australischen Ureinwohner fatal, denn viele Siedler wurden dadurch in ihrem Verhalten gegenüber den Aborigines beeinflusst. Eliza wird in der Literatur als widersprüchliche Persönlichkeit geschildert. Wahr ist allerdings, dass viele Aborigines, die ihr in ihrem Überlebenskampf geholfen hatten, bei Massakern von Europäern umgebracht wurden.
Nach Kapitän Fraser erhielt die Insel ihren späteren Namen. Die Geschichte der Frasers veranlasste den Künstler Sidney Nolan zu einer Reise nach Fraser Island und inspirierte ihn zu einer Reihe von Gemälden. Auch sein Freund, der australischen Schriftsteller und Literaturnobelpreisträger Patrick White, wurde durch die Insel zu seinem 1976 erschienenen Roman A Fringe of Leaves angeregt, in dem er Elizas Geschichte nacherzählt. Auch in seinem Roman The Eye of the Storm dient Fraser Island als Schauplatz.

### Industrielle Nutzung
In den 1840er Jahren siedelten sich die ersten Weißen auf Fraser Island an. Das Rückzugsgebiet für die Butchulla-Aborigines wurde bald durch Rodungen für Weiden und Holzfällerei verändert: Ab dem Jahr 1863 begannen Holzfäller, die Insel als Holzreservoir zu nutzen. Holzhandel war über mehr als 100 Jahre Haupteinnahmequelle auf der Insel. Große Gebiete wurden zwecks Gewinnung der wertvollen Satinay-Pinien (Syncarpia hillii) abgeholzt. Satinay-Pinien wachsen nur auf K’gari und zwei benachbarten Inseln. Das Holz dieser Baumart ist dank einem enthaltenen Öl resistent gegen Wasser. Aus diesem Grund wurde es im Schiffbau und zum Beispiel auch beim Bau des Suez-Kanals verwendet.
Vor der Ankunft der Europäer war der kulturelle Mittelpunkt der Butchulla auf der Insel die heute „Central Station“ genannte Waldlichtung am Wanggoolba Creek. Es war ein Frauen vorbehaltenes Areal, auf dem Geburten stattfanden. In der Zeit industrieller Holzgewinnung wurde Central Station von 1920 bis in die späten Fünfzigerjahre das Hauptquartier der Holzfäller, sogar eine Schule für ihre Kinder wurde gebaut. Heute ist es ein Picknick-Platz mit vielen Schautafeln über die Natur und die Geschichte K’garis, ferner Ausgangspunkt für einen Waldlehrpfad den Wanggoolba Creek entlang, mit vielen Arten von Regenwaldbäumen und Riesenfarnen.
Der industrielle Abbau von Holz dauerte bis zum Jahr 1991, als auch die noch nicht geschützten Teile der Insel zum Naturschutzgebiet und Teil des Great-Sandy-Nationalparks erklärt wurden.
Als man in den 1960er Jahren nach Öl auf Fraser Island bohrte, wurden im Sand wertvolle und seltene Minerale wie Rutil, Zirkon, Monazit und Ilmenit entdeckt. 1966 begann der industrielle Abbau, der im Dezember 1974 durch eine Entscheidung der Regierung von Gough Whitlam erheblich intensiviert wurde. Durch diese Entscheidung wurden 80 Tage lang täglich zwei Hektar Land in der Nähe von Dilli Village auf der Insel abgebaut. Ein Abbauverbot in dem betroffenen Gebiet konnte erst 1975 vor dem höchsten Gericht in Australien durch ein Urteil letzter Instanz erstritten werden. Es dauerte allerdings bis ins Jahr 1991, dass die Regierung von Queensland ein Sandabbauverbot über die gesamte Insel verfügte, vermutlich, um dadurch den Eintrag von Fraser Island in die Liste des Weltnaturerbes durch die UNESCO zu befördern, der 1992 erfolgte.

### Wrack der Maheno

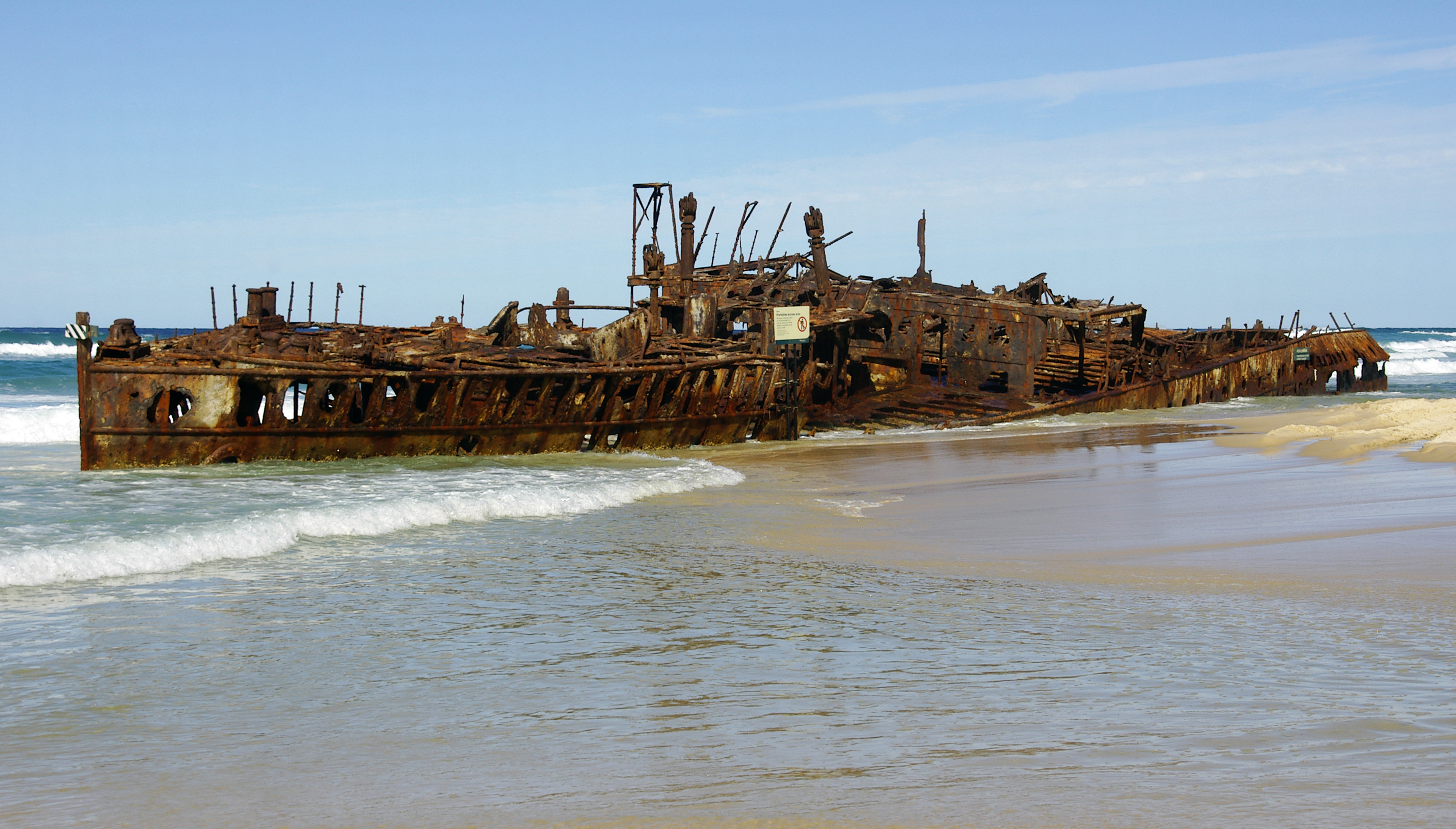
Das Wrack der S.S. Maheno, Nähe Eli Creek, 2007

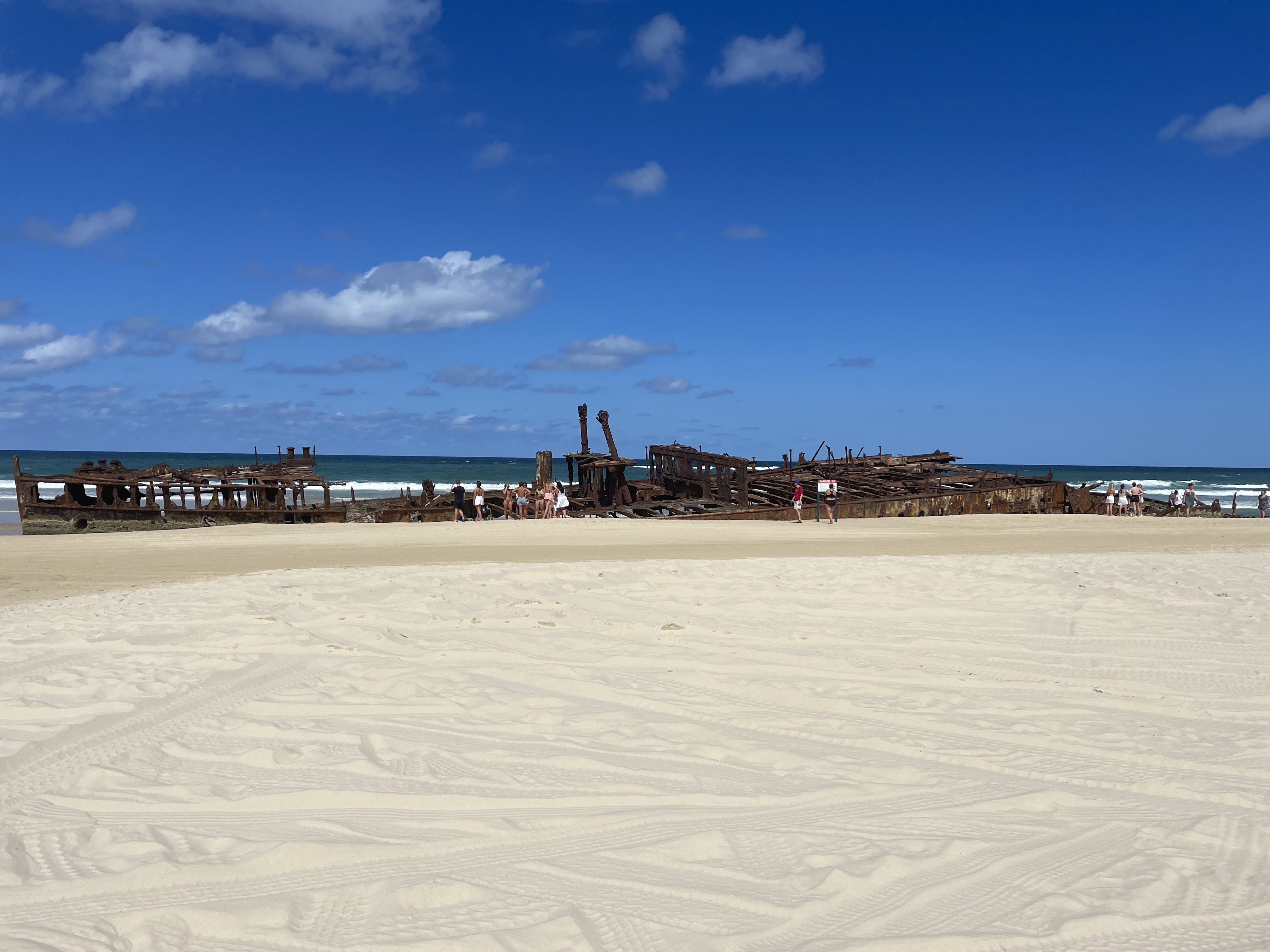
Das Wrack der S.S. Maheno im März 2023

Im Jahr 1935 lief an der Ostküste der Insel der ehemalige Luxusliner S.S. Maheno während eines für die Jahreszeit untypischen Zyklons auf Grund. Das Schiff sollte in Japan abgewrackt werden und wurde geschleppt. Um den Strömungswiderstand zu verringern waren Schrauben und Ruder der Maheno ausgebaut worden, wodurch sie in dem Sturm nicht mehr selbst manövrieren konnte. Versuche, das gestrandete Schiff loszubekommen, scheiterten. In den ersten Jahren wurde die Maheno von den Bewohnern der Insel unter anderem für Hochzeiten und Feste genutzt. Später diente sie der Royal Australian Air Force (RAAF) als Zielobjekt. Heute sind nur noch die oberen Decks des Schiffes sichtbar.

### Militärische Nutzung
Im Zweiten Weltkrieg wurden auf Fraser Island zwei Militärlager errichtet, die Fraser Commando School, ungefähr 20 Kilometer vom Lake McKenzie entfernt, und ein weiteres in unmittelbare Nähe des Sees. Die Fraser Commando School diente der Vorbereitung von mehreren tausend Soldaten für den Kampf auf Pazifikinseln, da Fraser Island vergleichbare Bedingungen aufweist. Es wurde aber auch militärischen Spezialisten für Kommunikations- und Geheimdienstaufgaben, Wettervorhersage und das Sanitätswesen ausgebildet.
Fallschirmjäger wurden am Lake McKenzie ausgebildet, und Training mit explosiven Stoffen fand am Wrack der Maheno statt.

### Waldbrände 2020
Am 14. Oktober 2020 brach, ausgelöst durch ein illegales Lagerfeuer, ein großer Waldbrand aus. Er breitete sich trotz Bekämpfung vom Boden und aus der Luft massiv aus und verbrannte bis Anfang Dezember 2020 etwa 80.000 ha Fläche, etwa die Hälfte der gesamten Insel. Die beiden Verursacher wurden im Januar 2021 zu geringen Geldstrafen verurteilt.

## Tier- und Pflanzenwelt

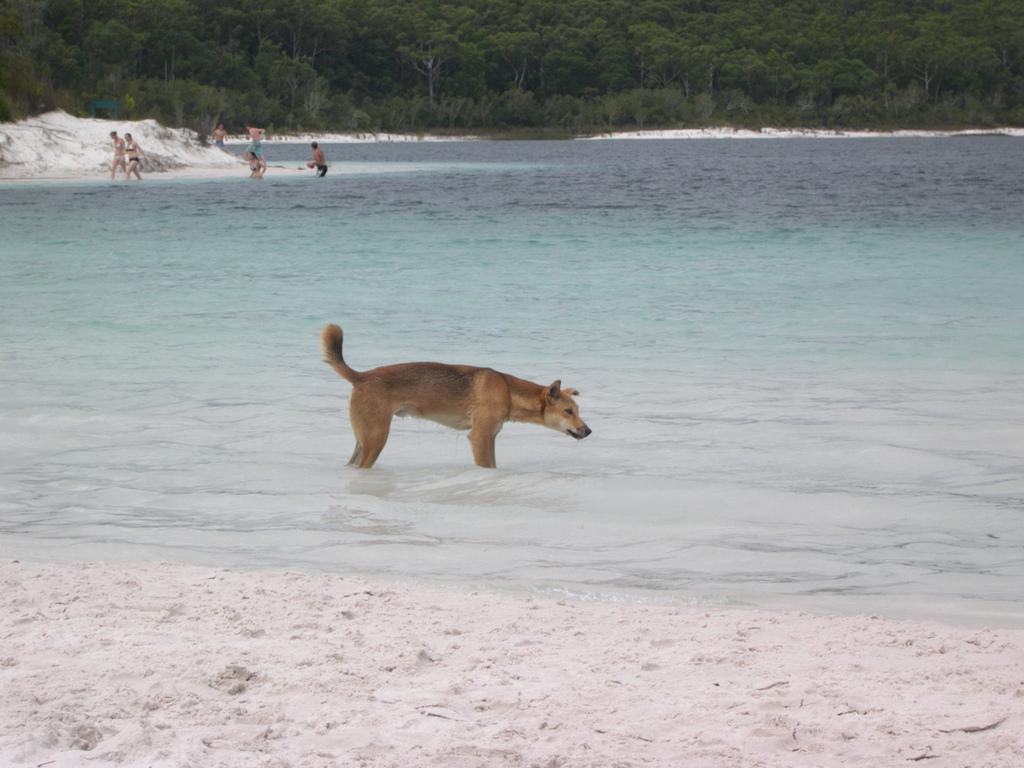
Ein Dingo am Lake McKenzie.

Es gibt eine Vielzahl von Lebensräumen auf K’gari. Dazu zählen Mangrovensümpfe, Buschland und Eukalyptuswälder. Auch finden sich Sanddünen, die mit tropischem Regenwald bedeckt sind – entsprechend reichhaltig ist die Tier- und Pflanzenwelt. Die Pflanzenvielfalt trotz der sandigen Böden lässt sich durch Mykorrhiza erklären, da das Pilzmyzel der Insel Nährsalze aus den Sanden löst und den Pflanzen zur Verfügung stellt.
K’gari ist die Heimat von mehr als 350 Vogelarten, darunter der Australische Austernfischer und die Seeschwalbe, sowie etwa 40 Säugetierarten. An der Küste gibt es Soldatenkrabben und im Küstengewässer viele seltene oder bedrohte Tierarten wie Delfine, Meeresschildkröten, Buckelwale oder den Dugong. Die Süßwasserseen im Inselinneren sind Heimat vieler Fischarten und Süßwasserschildkröten.
Eine Touristenattraktion ist der Dingo (Canis lupus dingo). Laut aktuellen Einschätzungen leben auf der Insel rund 300 Tiere. Der Dingo hat sich in vielen Gebieten Australiens stark mit anderen Hunderassen vermischt und gilt meist nicht mehr als reinrassig. Die geographische Lage macht K’gari zu einem der letzten Rückzugsgebiete des ursprünglichen Dingos (zumindest laut DNA-Untersuchungen aus dem Jahr 2004), allerdings kamen Schädeluntersuchungen in den 1990er Jahren zu einem anderen Ergebnis. Leider kommt es – meist durch menschliches Fehlverhalten – immer wieder zu Zwischenfällen, die mit Verletzungen und manchmal für die Menschen tödlich enden (der Todesfall eines Kindes ist bekannt). In der Mehrzahl der Fälle enden die Zwischenfälle jedoch für die Dingos tödlich. Die Dingopopulation steht daher in diesem Nationalpark unter erheblichem Überlebensdruck.

## Weltnaturerbe und Nationalpark
Ein Teil der Insel, 74.900 Hektar, wird seit 1971 als Nationalpark geschützt. 1992 wurde die Insel zum Weltnaturerbe erklärt. Sie wurde als außergewöhnliches Beispiel für ökologische und biologische Prozesse sowie als riesenhaftes Naturphänomen ausgewählt und erfüllte damit zwei der damals vier Kriterien.

## Transport

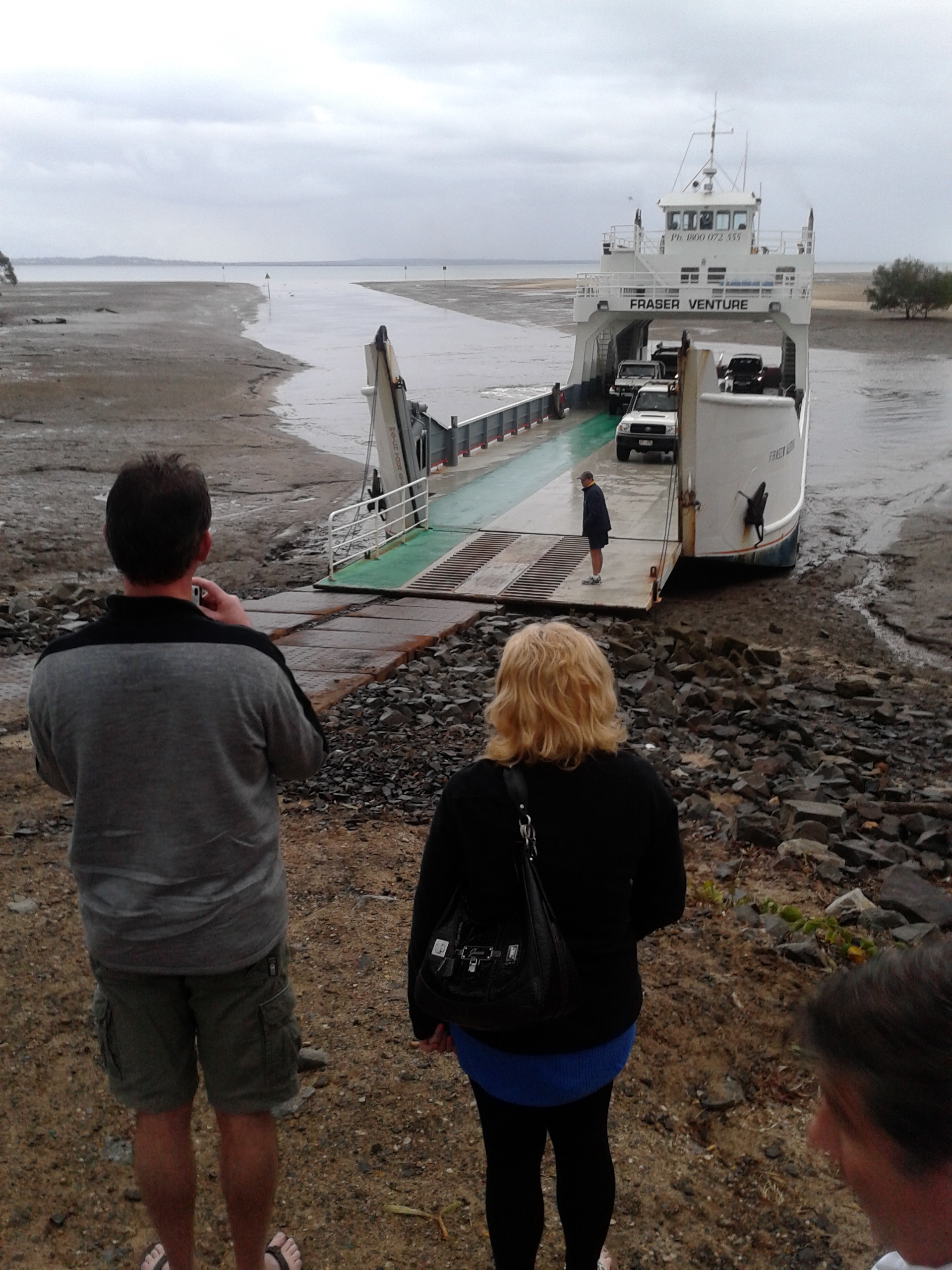
Fähre am Anleger Wanggoolba Creek

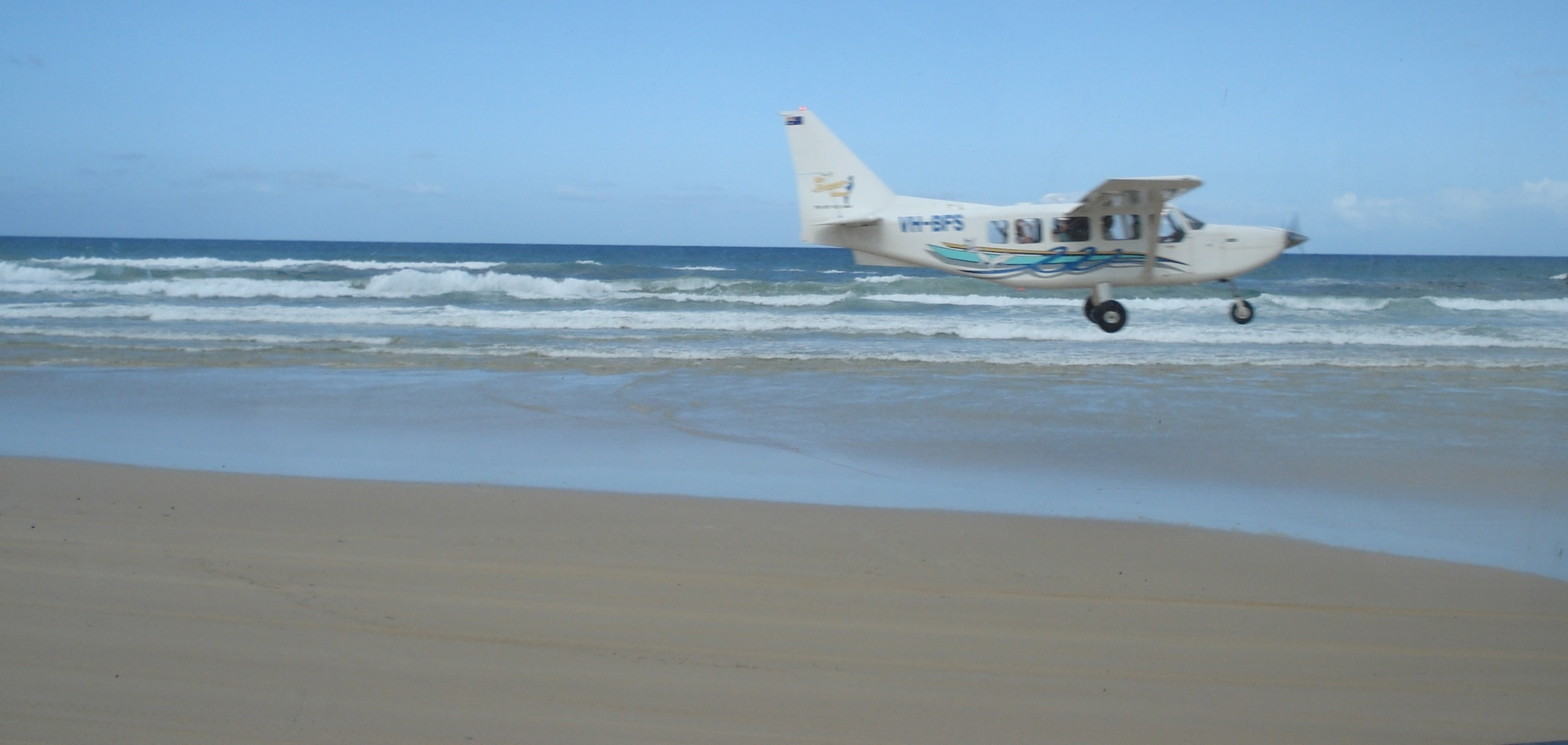
Flugzeug beim Start auf dem als Fluglandepiste genutzten Strand

K’gari ist mit dem Festland durch Auto- und Personenfähren von River Heads bei Hervey Bay sowie im Süden von Inskip Point bei Rainbow Beach aus verbunden, die in Wanggoolba Creek, Kingfisher Bay und Hook Point anlegen. Gebuchte Bustouren auf K’gari starten mit einer Fährüberfahrt von den Häfen Hervey Bay, Rainbow Beach und Noosa aus. Alle Verbindungsstraßen auf der Insel sind (häufig weiche) Sandpisten (die 4x4-Geländefahrzeuge erfordern) mit einer erlaubten Höchstgeschwindigkeit von 30 km/h. Der lange Sandstrand an der Ostküste wird bei Ebbe sowohl als Fahrstraße (erlaubte Höchstgeschwindigkeit 80 km/h) wie auch als Fluglandepiste (Air Fraser ab Hervey Bay und Maroochydore) genutzt.

## Tourismus
Besonders sehenswert sind die bunten Sand- und Sandsteinformationen (Teewah Coloured Sands / „The Pinnacles“, „The Cathedrals“), die Sanddünen am Meer und an manchen der vielen Süßwasser-Seen. Der Lake McKenzie ist wegen seiner Lage nahe den Hauptpisten, wegen des weißen Sandes und blauen Wassers sehr beliebt. Das Wasser ist außerordentlich klar und hat nach einer Untersuchung im Jahr 2010 Trinkwasserqualität. Der kurze Süßwasserbach Eli Creek wird gern durchwatet, an seiner Mündung wird in einer Lagune gebadet. Ein Problem für alle Seen und den Eli Creek stellt die Verschmutzung durch Sonnenschutzmittel und andere Kosmetikprodukte dar, die in den vergangenen Jahren zugenommen hat. Lokale Umweltgruppen fordern daher, die Seen auf K’gari für den Badebetrieb zu sperren.
Es gibt einige wenige Hotels – so in Kingfisher Bay und Eurong –, viele Campingmöglichkeiten und die Ferienkolonie Happy Valley. Besonders beliebt sind Autofahrten den Strand an der Ostseite entlang (der Highway der Insel, bekannt als „75 Mile Beach“) und über die Sandstraßen im Landesinneren. An diesem Sandstrand starten auch Kleinflugzeuge für Inselrundflüge. Auf der Insel sind nur Fahrzeuge mit Allradantrieb erlaubt, die in Brisbane, Hervey Bay oder Rainbow Beach gemietet werden können, auf Wunsch auch mit kompletter Camping-Ausrüstung.

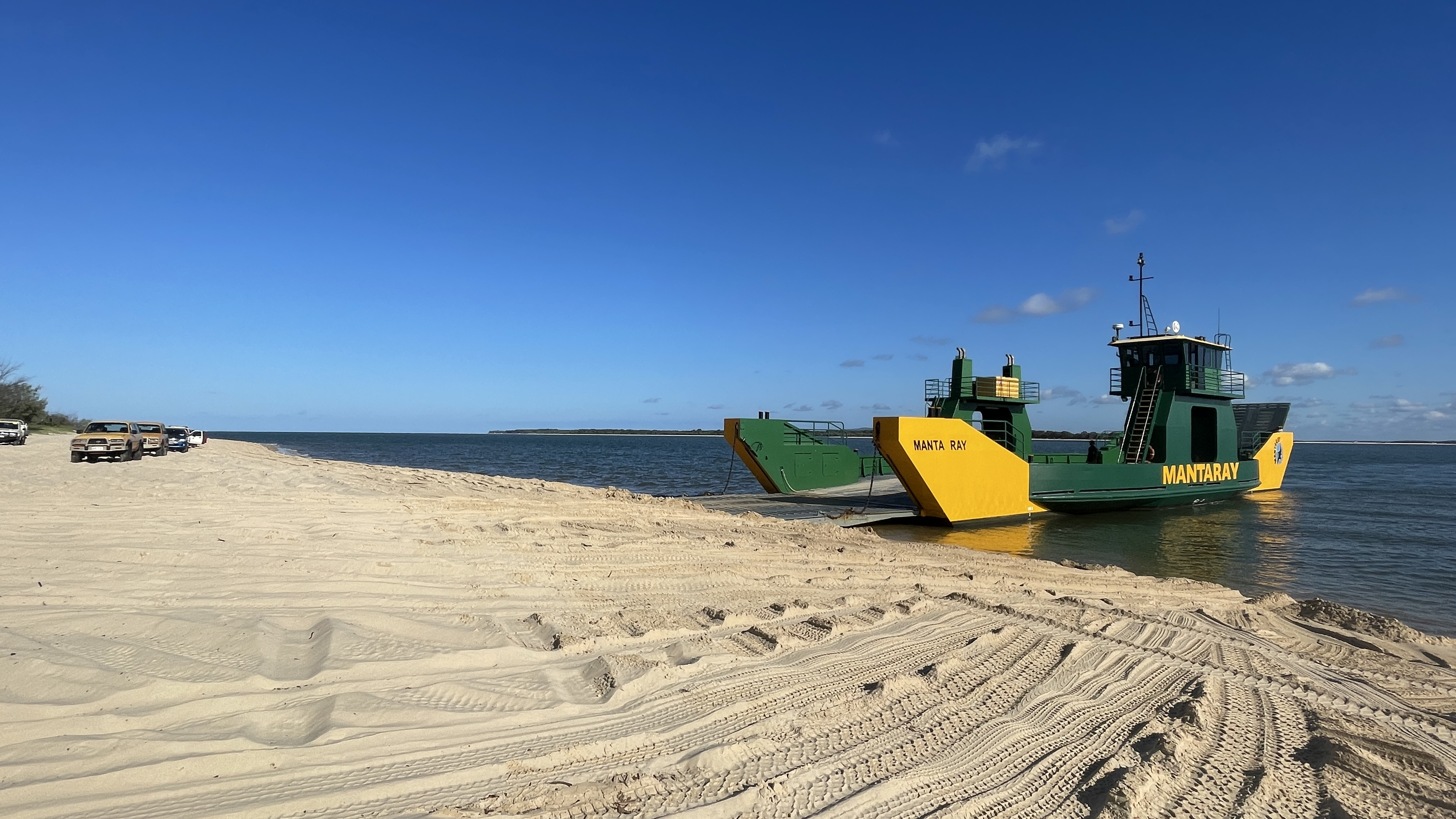
Fähre Mantarey am Anleger nach Rainbow-Beach (März 2023)

Das Baden im Meer ist lebensgefährlich, da insbesondere an der Ostküste tückische Strömungen herrschen, die Gewässer sehr schnell tief werden und in den Gewässern Haie vorkommen.

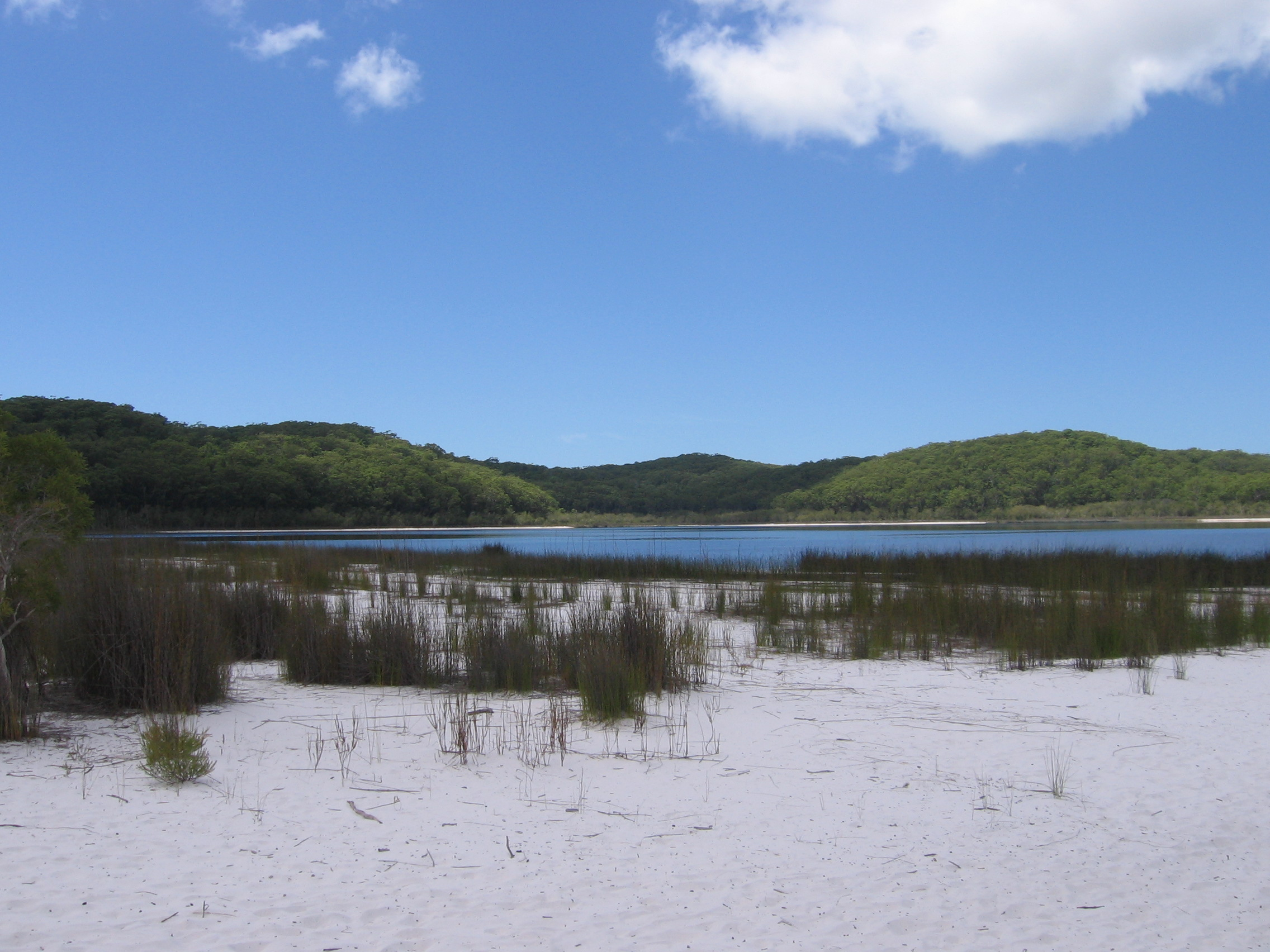
Strand des Lake McKenzie
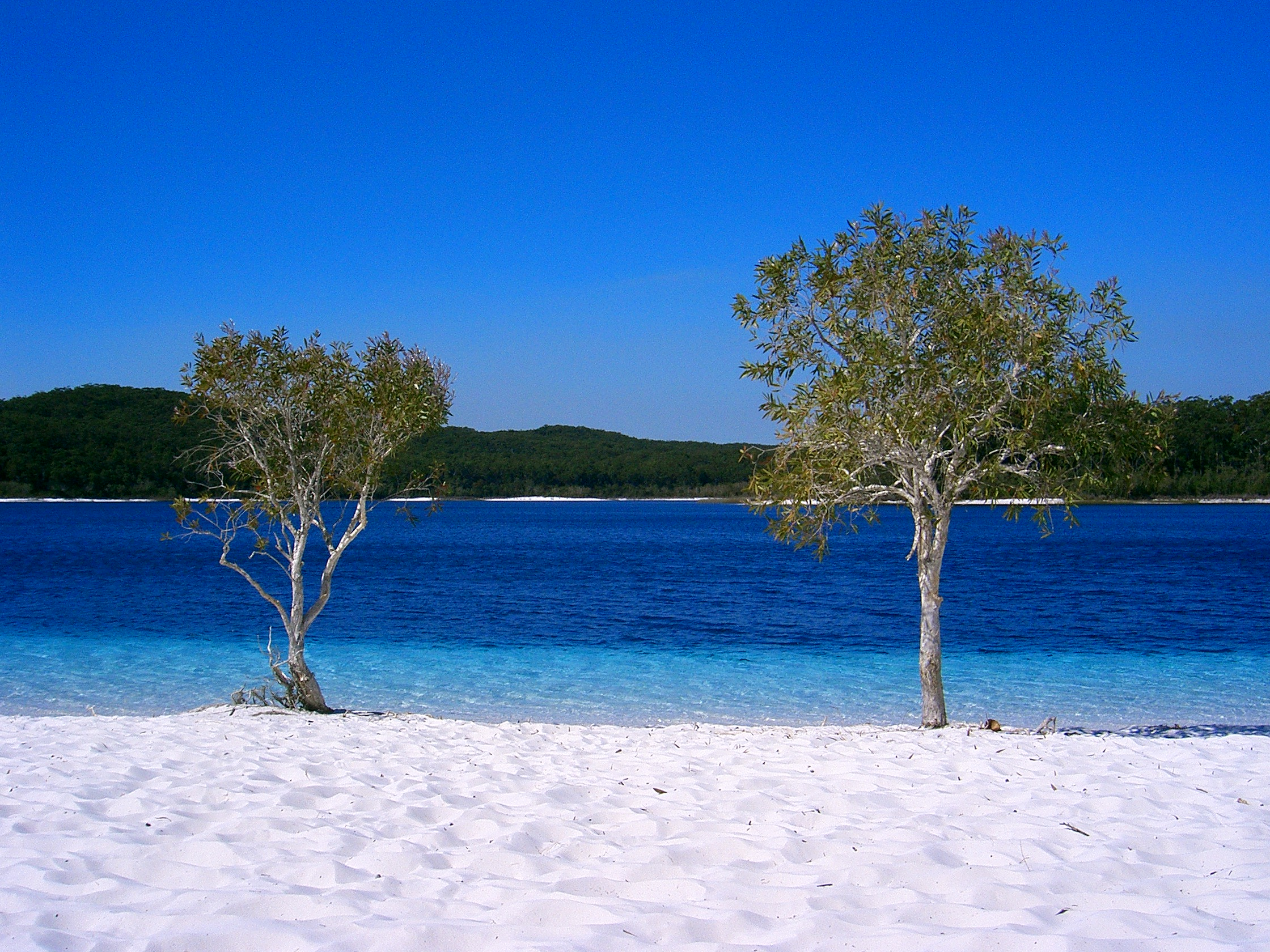
Strand des Lake McKenzie
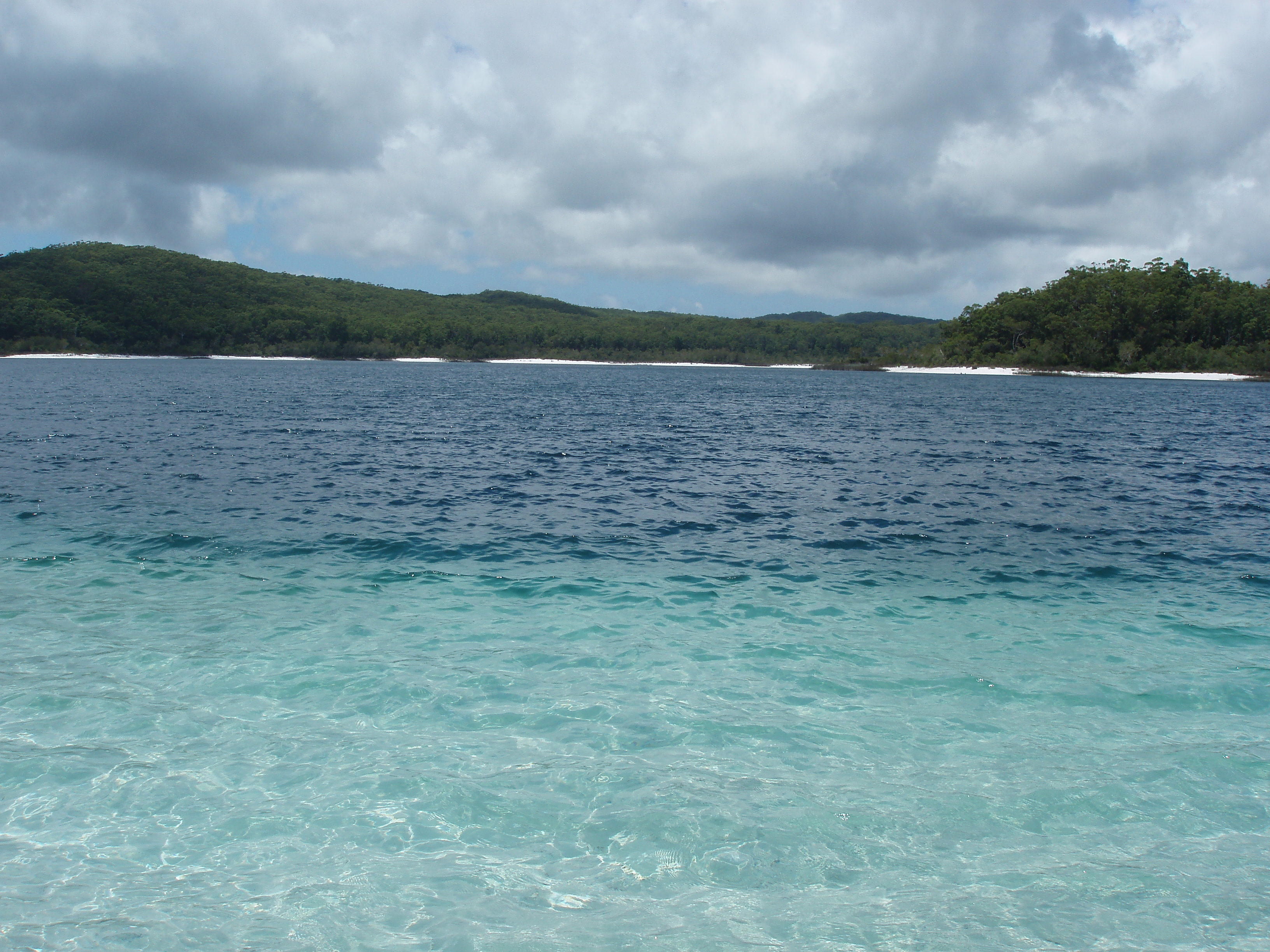
Der Lake McKenzie
- Fahrt auf einer Sand-Piste auf K’gari
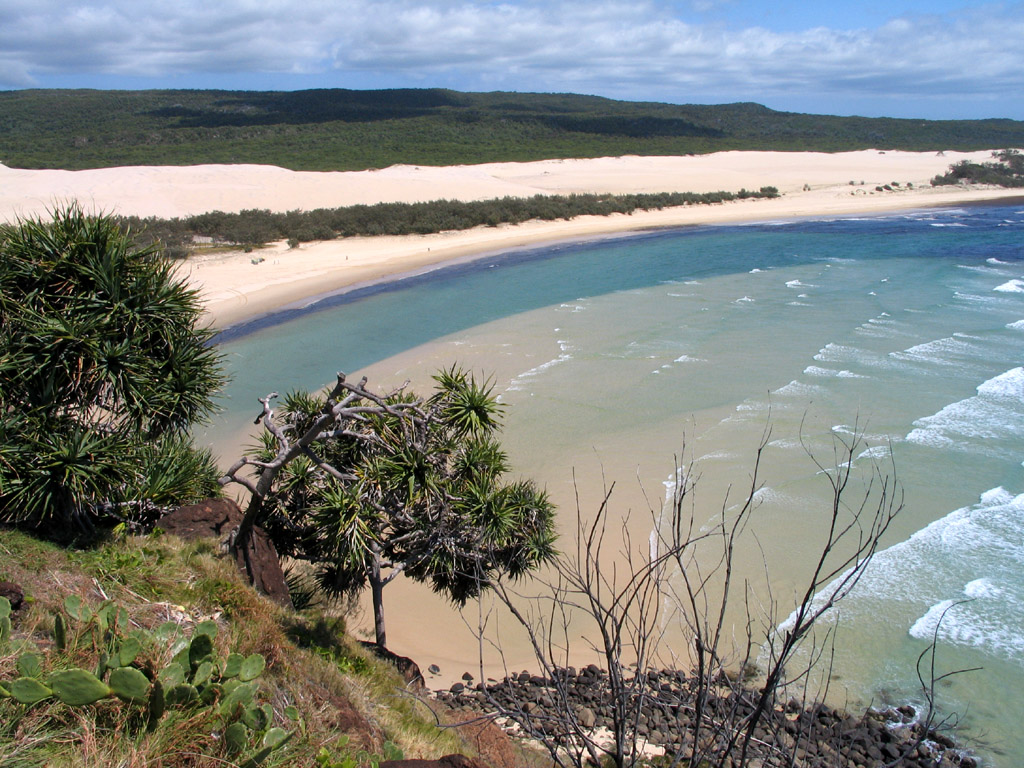
Blick von Indian Head nach Nordwesten
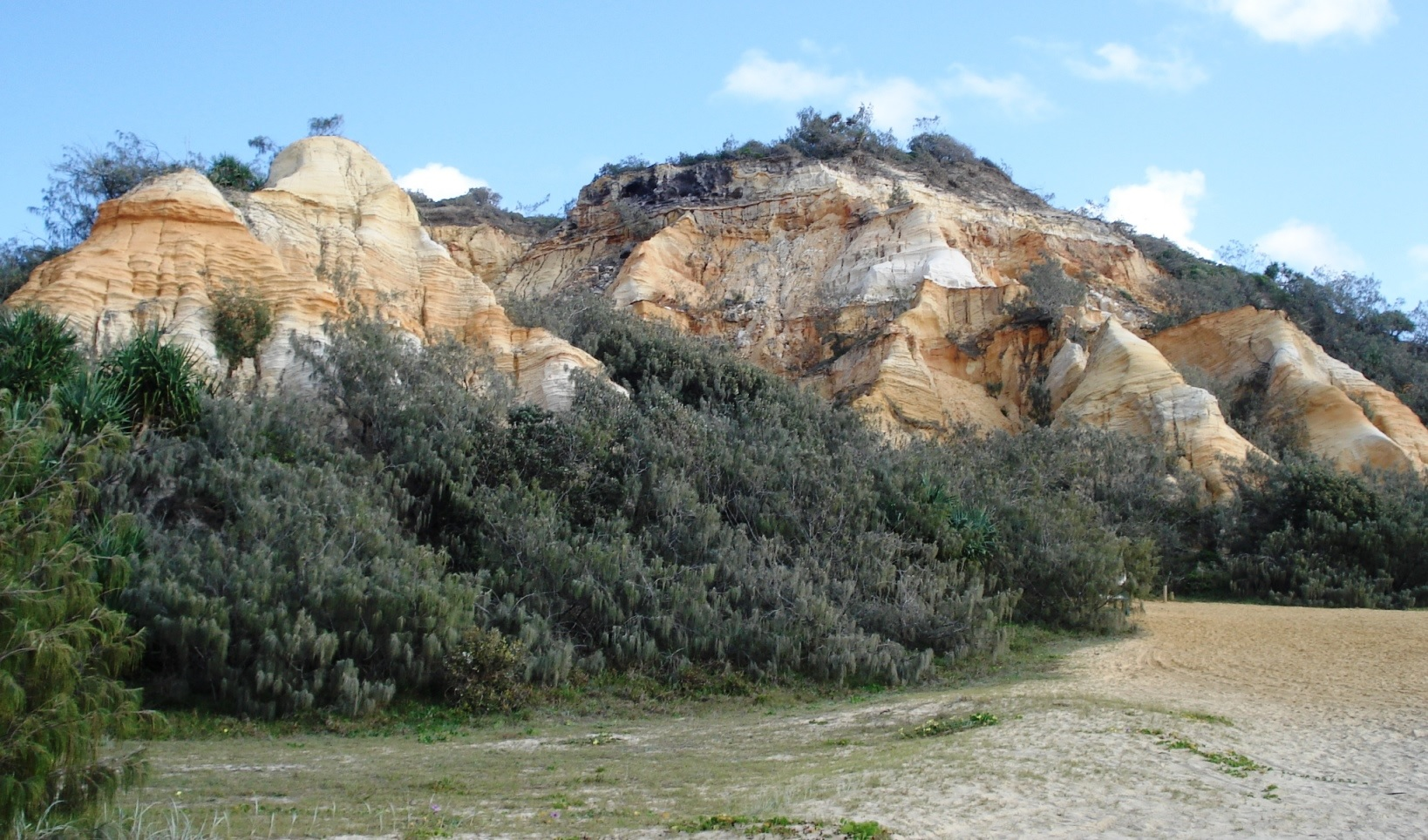
Die Teewah Coloured Sands / „The Pinnacles“